# Lothar Sauer
Pour les articles homonymes, voir Sauer.
 (août 2022).
 (janvier 2021).
Lothar Sauer est un auteur, traducteur et photographe allemand né le 10 septembre 1930 à Essen et mort le 6 mars 2018 à Betzdorf.

## Biographie
Lothar Sauer grandit à Essen et est l'aîné de trois enfants ; le biochimiste et photographe nature Frieder Sauer est son frère cadet. Sa famille déménage à Betzdorf an der Sieg pendant la guerre. À l'âge de treize ans, il passe un an en pensionnat à Godesberg à cause des bombardements alliés dans la Ruhr. Passionné de lecture, il a commence à écrire de la poésie à l'âge de quinze ans. À partir de 1950, il étudie l'allemand et les langues romanes à Marburg, Tübingen et Bonn, tout en continuant à écrire de manière assidue.
Il écrit son premier ouvrage Chronik des Staates Neulati à l'âge de vingt trois ans à Tübingen. Cet ouvrage est traduit et adapté en français par Jacques Arnold et publié dans la collection Signe de Piste.
À partir de 1962, il met en scène des histoires de fantômes et d'horreur qui deviendront ses œuvres les plus célèbres, publiées par Herder Verlag entre 1970 et 1978. En parallèle, en tant que traducteur, Lothar Sauer travaille principalement sur des poèmes français (Hugo, Baudelaire, Rimbaud, Verlaine, La Fontaine, Prévert, etc.) - et plus rarement anglais. Il écrit également des articles directement en français.
Après l'examen d'État à Bonn (1956), il devient, pendant un an, assistant d'allemand à Lyon puis à Nice, et noue ses premiers contacts avec les scouts français découvrant la vie sous la tente et les chants scouts.
Il se fait connaître comme photographe à partir de 1957, d'abord grâce à des photos en noir et blanc dans les calendriers jeunesse de Günter Stiff et à partir de 1964 dans le magazine jeunesse Der Eisbrecher, avant de passer à la photographie de voyage en 1980.
À partir de 1980, Lothar Sauer effectue de nombreux voyages, dont il rend compte lors de conférences avec projection de diapositives.
Il meurt à 87 ans le 6 mars 2018 à Betzdorf.

### En allemand
- Die Chronik des Staates Neulati. Schmidt, 1960
- Die Geisterkogge. Herder, 1970
- Die Satansschüler. Herder, 1972
- Die Hexen-Esche. Herder, 1975
- Der Todesbote. Herder, 1978
- Der Mord auf der Wendeltreppe. Herder, 1979
- Der Sensenmann. Herder, 1980
- Todeszauber. Herder, 1986
- Jungenleben :  Fotos 1957–1985; Bildband, Edermünde : Achims Verl., 1999
- Jungenjahre : Fotos 1958–1984; Bildband, Edermünde : Achims Verl., 2000
- Jungenzeit : Fotos 1958–1986; Bildband, Edermünde : Achims Verl., 2001
- Die Geisterkogge. Kerle, 2006

### En français
- Les Batailles de Néatli  (trad. de l'allemand par Jacques Arnold), éd. Alsatia, coll. « Signe de Piste » (no 169), 1965